# Valdemar Liljeström
Valdemar Liljeström, född 26 februari 1902 i Sankt Petersburg, död 11 november 1960 i Genève, var en finländsk fackföreningsledare och politiker.
Liljeström stred under finska inbördeskriget för de röda vid Mäntyharjufronten och sympatiserade därefter med Finlands kommunistiska parti (FKP), men tog i början av 1930-talet avstånd från dem. Han blev inom Finlands metallarbetarförbund ombudsman 1936, sekreterare 1942 och ordförande 1947. Han invaldes 1955 i Finlands riksdag som representant för socialdemokraterna, tillhörde under 1950-talet partiets så kallade fackföreningsflygel och anslöt sig sedermera till utbrytarpartiet Arbetarnas och småbrukarnas socialdemokratiska förbund (ASSF). Han var socialminister 1948–1949 och 1958 samt andre kommunikationsminister 1957.